# 責苦の庭
『責苦の庭』（せめくのにわ、フランス語原題: Le Jardin des supplices）は、オクターヴ・ミルボーの小説。1899年刊。

## あらすじ
小説はいわば一枚の「扉絵（フロンティスピス） 」から始まる。インテリたちの晩さん会のおり、議論は殺人のことになる。医者もモラリストも、詩人も哲学者もみな、殺人は、自然においても人間においても、生殖本能とひとしく、生存本能であると考えることで一致する。
落伍した政治家である会食者のひとり―その顔にはかりしれぬ苦悩のあらゆる跡をとどめている―が、ポケットから『責苦の庭』の草稿を取り出す。
第一部「調査派遣」で、彼の物語は、いかさま政治家としてのみずからの惨憺たる生涯、「発生学者」を騙ってのセイロン（現スリランカ）行き、そしてとんでもない人間どもとの出会い―その中に緑の目をした、赤毛の、「野獣のような金色のひとみの」宿命の女クララがいた―を自嘲的にたどってみせる。この男は彼女の官能性に屈し、磔刑への道を歩むことになる。
物語第二部―厳密にはこれが『責苦の庭』である―は二年後の話になる。広東―そこで無名の語り手はサディスチックで魅惑的な英国女性を追いまわすのだが―で、悦楽のきわみを味わうべく、彼女は彼に徒刑場を見学させ、もっともおぞましい―そして彼女にはもっとも喜びをあたえる―拷問の光景に立ち会わせる。そこでは豪奢で不気味な花々が拷問に苦しむ者たちの血と肉を餌食にしている。

## 主なテーマ

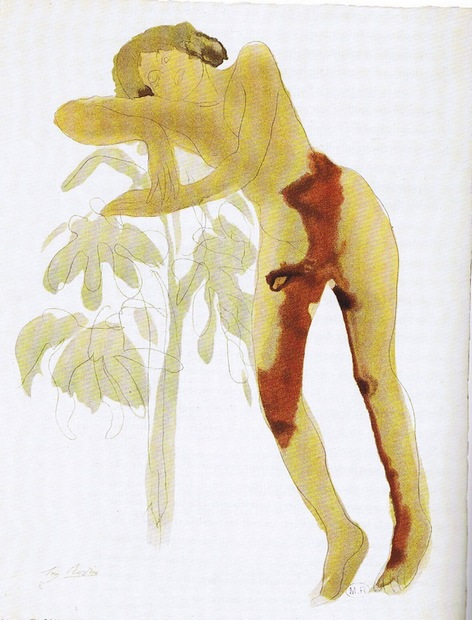
オーギュスト・ロダン, 責苦の庭, 1902

『責苦の庭』は、文体の調和や真実味、すなわち小説としての信ぴょう性をすこしも顧慮せずつなぎ合わせた、それぞれ別の構想になる雑多なテクストの寄せ集めから生まれた。それは同時に加入儀礼的な小説（神秘的な無意識世界への冥府下り）、殺人の掟に服する人間の、恐るべき条件の比喩（メタファー）、儀式化された殺人に完全に基礎づけられた社会の、控訴をみとめぬ断罪、西洋植民地主義（これが諸大陸を真の苦悶の庭に変貌させる）という安酒の告発、そしてとりわけ陽気な「でぶ」の虐待者との、あの長い対話に見られる、ブラックユーモアの魅力的な行使である。
ミルボーはそこにあらゆる調子とあらゆる文体を混ぜ入れ、諷刺とパロディは大笑劇(ギニョル)さながら、たたかいを予告する恐怖の美学は戦闘的な演説と紙一重、憤慨は魅惑を締め出してはいない。これは恐るべき道徳というより、恐るべき文学であり、あらゆる分類を逃れ、その性格からして読者を戸惑わす。彼は読者の道徳と美学の基準を混乱させ、打ち砕き、そして読者は正体不明のこの文学作品にどう向き合うべきか途方に暮れる。

## 日本語訳
- 『責苦の庭』 篠田知和基訳、牧神社、1977年。 - 第二部のみ。
- オクターヴ・ミルボー 著、篠田知和基 訳『責苦の庭』国書刊行会〈フランス世紀末文学叢書〉、1984年。OCLC 674291981。全国書誌番号:84052482。 - 牧神社刊行の訳書に第一部を加え、第二部も改訳。